# 3 Vallées Express
De 3 Vallées Express is een voormalige kabelbaan in het zuiden van het wintersportgebied Les 3 Vallées, in het Franse departement Savoie. Van 1995 tot 2021 verbond ze het dorp Francoz (888 m) in de gemeente Orelle met het skigebied van Orelle op een hoogte van 2360 meter. De twaalfpersoonsgondellift werd gebouwd door het Franse bedrijf Poma. Met een horizontale lengte van 4,66 kilometer was de 3 Vallées Express mogelijk de langste lift van Europa of zelfs van de wereld (grootste afstand tussen eventuele tussenstations).
In 2021 werd ze vervangen door de Orelle-Plan Bouchet, een tienpersoonsgondelbaan met een dubbel zo grote capaciteit. Daarnaast werd een nieuwe gondelbaan gebouwd die Plan Bouchet verbindt met de top van de Cime de Caron, en skiërs en voetgangers uit Orelle zo toelaat om rechtstreeks naar het skigebied van Val Thorens te gaan.